# Bustul lui Ștefan Bocskai din Miercurea Nirajului
Statuia lui Ștefan Bocskai (în maghiară Bocskai István-szobor) este un monument realizat de sculptorul Géza Horváth, care a fost dezvelit în centrul orașului Miercurea Nirajului la 7 iunie 1906, cu ocazia aniversării a 300 de ani de la semnarea Tratatului de la Viena⁠(en)[traduceți] (1606) între Ștefan Bocskai, principele Transilvaniei, și Rudolf al II-lea, împăratul Sfântului Imperiu Roman.

## Istoric

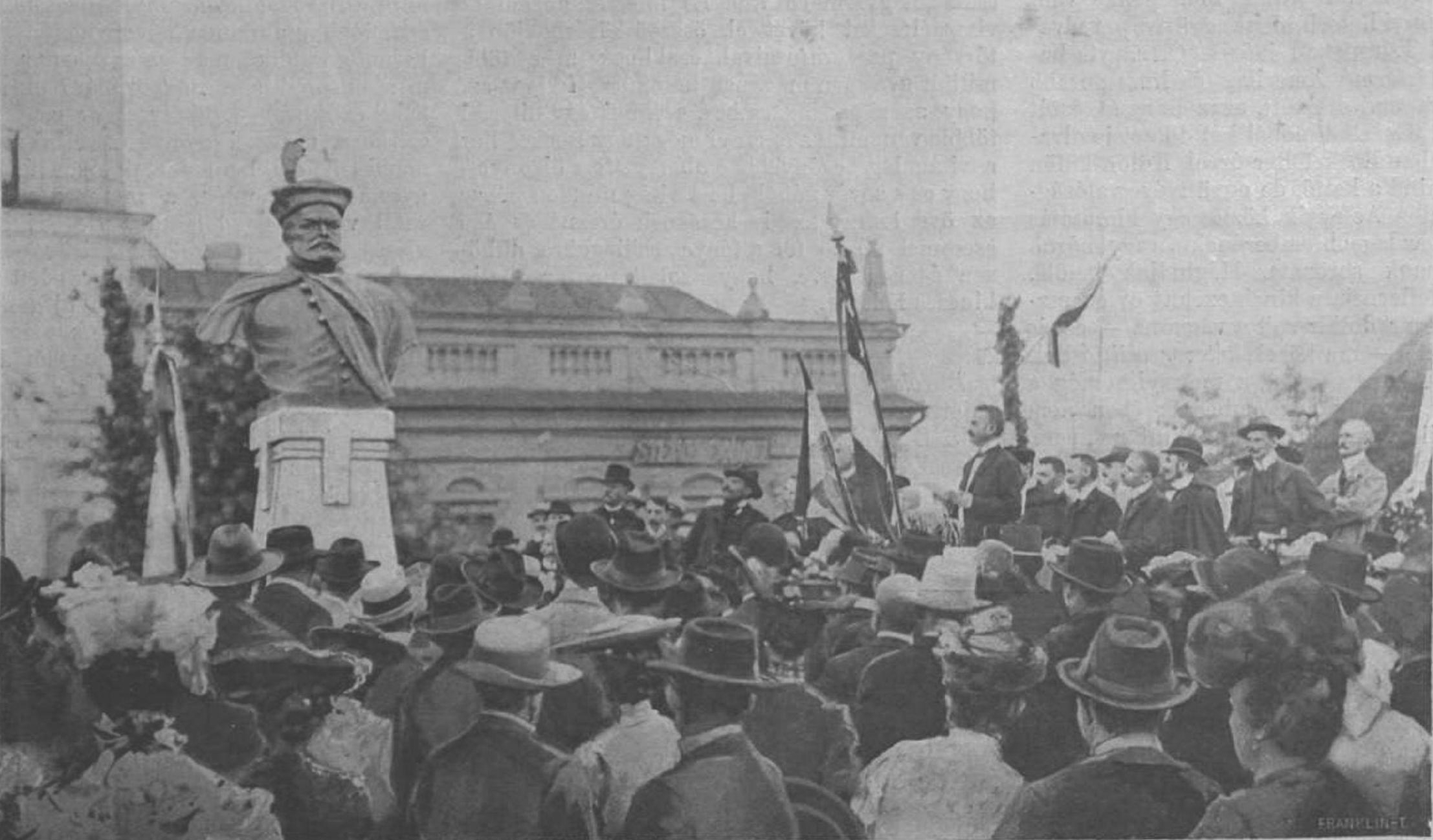
Inagurarea bustului în 1906

În 21 februarie 1605 Ștefan Bocskai a fost ales principe al Transilvaniei de către congregația secuiască reunită la Miercurea Nirajului, pe 20 aprilie 1605 Dieta maghiară de la Szerencs l-a ales principe al Ungariei, iar pe 14 septembrie 1605 a fost ales, la Mediaș, principe al Transilvaniei de către dieta stărilor privilegiate. Prin tratatul de pace semnat la Viena pe 23 iunie 1606 se garanta libertatea credinței protestanților din Ungaria, iar lui Bocskai i se recunoștea stăpânirea asupra Principatului Transilvaniei, precum și asupra castelului Tokay și comitatelor Ugocea, Bereg și Sătmar.
Un bust al principelui Ștefan Bocskai, realizat de Géza Horváth din donațiile locuitorilor comunei Miercurea Nirajului, reședința districtului Miercurea Nirajului din comitatul Mureș-Turda, a fost amplasat în fața bisericii reformate din piața centrală a localității în anul 1906, cu ocazia aniversării tricentenarului Păcii de la Viena. Bustul a fost mutat în 1924 în interiorul bisericii reformate, iar în perioada 1933-1940 s-a aflat în clădirea Institutului Teologic Protestant din Cluj. După modificarea de frontieră din vara anului 1940 a fost readus la Miercurea Nirajului și amplasat în piața centrală, dar în 1944 a fost îndepărtat încă o dată și mutat din nou în interiorul bisericii reformate. În 1997 a fost reașezat pentru a treia oară pe amplasamentul inițial, fiind dezvelit în cadrul unei ceremonii la care au participat numeroase persoane.

## Descriere
Pe soclul bustului se află următoarea inscripție în limba maghiară:
„Itt választották Erdély fejedelmévé Bocskay Istvánt 1605. febr. 21. E szobrot emelte a hálás székely nép a bécsi béke 300. évfordulóján 1906. jún. 23.”
, care poate fi tradusă astfel:
„Ștefan Bocskai a fost ales aici principe al Transilvaniei pe 21 februarie 1605. Această statuie a fost ridicată de poporul secui recunoscător pe 23 iunie 1906, cu ocazia aniversării a 300 de ani de la Pacea din Viena.”